# Sigmactenus sulawesiensis
Sigmactenus sulawesiensis är en loppart som beskrevs av Durden et Beaucournu 2000. Sigmactenus sulawesiensis ingår i släktet Sigmactenus och familjen smågnagarloppor. Inga underarter finns listade i Catalogue of Life.